# 美地霉素
美地霉素又称为“麦加霉素”“美欧卡霉素”“米卡霉素”“乙酰麦迪霉素”或“醋酸麦迪霉素”，是一种大环内酯类抗生素
。美地霉素是麦迪霉素的二乙酸酯，其血药浓度大、生物学半衰期长，较麦迪霉素易吸收。